# Talara chionophaea
Talara chionophaea là một loài bướm đêm thuộc phân họ Arctiinae, họ Erebidae.